# تازة كند قرة بلاغ
تازة كند قرة بلاغ (بالفارسية: تازه‌کند قره‌بلاغ) هي منطقة سكنية تقع في أردبيل في إيران. يقدر عدد سكانها بـ 89 نسمة .